# Посольство Мадагаскара в России
Посольство Мадагаскара в Российской Федерации расположено в Москве в Хамовниках в Курсовом переулке.
- Адрес: 119034, Москва, Курсовой переулок, д. 5
- Чрезвычайный и Полномочный Посол Мадагаскара в Российской Федерации: Зафилахи Инг Вах (с ноября 2018 года)

## Дипломатические отношения
Дипломатические отношения между СССР и Мадагаскаром были впервые установлены 29 сентября 1972 года. Двусторонний товарооборот между Россией и Мадагаскаром составил в 2016 году $12,7 млн, в 2017 году — $10,6 млн. Российский экспорт — $2,2 млн (в основном зерно), импорт — $8,4 млн (текстиль и изделия из него, специи и пряности).

## Послы Мадагаскара в СССР и России
- Альбер Ракуту Рацимаманга (1972—1976)
- Фредерик Рандриамамундзи (1976—1986)
- Симон Рабуара Рабе (1986—1998)
- Ранайву Андриаманухисуа (1998—2002)
- Элуа Альфонс Максим Дуву (2003—2018)
- Зафилахи Инг Вах (2018—2022)
- Юдит Дениз Тафанги (врем. поверенный с 2022 года)